# دهگلان (اسدآباد)
دهگلان روستایی در ایران است که در دهستان سید جمال‌الدین واقع شده‌است. دهگلان ۲۳۴ نفر جمعیت دارد.